# Wiesentheid
Wiesentheid es un municipio situado en el distrito de Kitzingen, en el estado federado de Baviera (Alemania). Tiene una población estimada, a fines de 2021, de 4870 habitantes.
Está ubicado al noroeste del estado, en la región de Baja Franconia, cerca de la orilla del río Meno —uno de los principales afluentes del Rin— y de la frontera con el estado de Baden-Wurtemberg.